# 提毗山
《提毗山》（The Hill of Devi）是愛德華·摩根·福斯特两度造访印度（1912-1913年、1921年）的描述, 在此期间，他曾担任德瓦斯的摩诃罗阇杜科吉拉奥三世的私人秘书，于1953年首次出版，献给福斯特的朋友、剑桥大学国王学院同学，印度公务员管理员马尔科姆·莱德尔·达林。
福斯特从山顶供奉印度教女神提毗的著名寺庙获得灵感。故事以独立前的印度中部城市德瓦斯为背景。1924年的小说《印度之旅》可以和这本书一起阅读。
这座山紧邻德瓦斯的老城区以北，北纬22.97度，东纬76.06度。